# SPD Baden-Württemberg
Die SPD Baden-Württemberg ist mit ca. 30.800 Mitgliedern die zweitgrößte Partei in Baden-Württemberg. Landesvorsitzender ist seit November 2018 Andreas Stoch, der auch Vorsitzender der Landtagsfraktion ist.

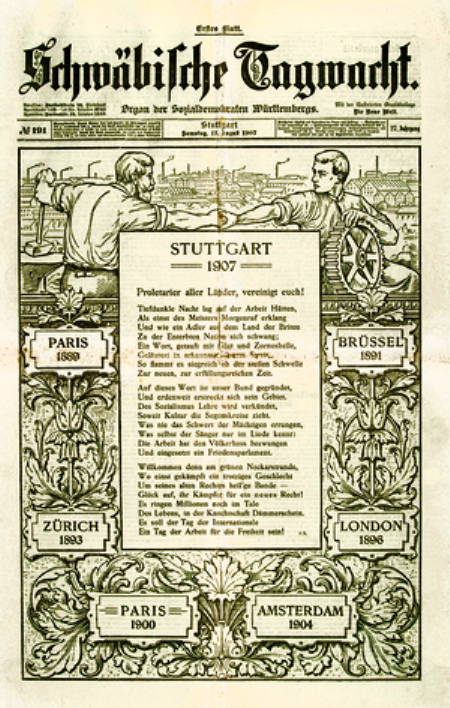
Titelblatt der Schwäbischen Tagwacht anlässlich der Konferenzeröffnung des Internationalen Sozialistenkongresses 1907 in Stuttgart

## Geschichte

### Vor der Novemberrevolution
Die SPD hat in Baden-Württemberg eine lange Tradition, die im 19. Jahrhundert in den ehemaligen Ländern Württemberg und Baden begann. Von 1878 bis 1890, während der Dauer der Sozialistengesetze, war die SPD wie überall in Deutschland verboten. Danach setzte eine Gründungswelle sozialdemokratischer Vereine ein. Eine badische Hochburg der SPD bildete sich in Mannheim heraus. Die Wirtschafts- und Sozialstruktur in Württemberg war von mittelständischer Industrie geprägt, außerdem war die Verstädterung und die damit verbundene Verelendung der Arbeiter dort geringer als in anderen Teilen des Deutschen Reichs. In Stuttgart gab es jedoch Wohnungselend. Die zunehmend eigenständige kulturelle Identität der Arbeiterbewegung wurde mit der Gründung der Stuttgarter Waldheime sichtbar. Auf der kommunalen Ebene wirkten Sozialdemokraten früh an der Politik mit und fanden häufig politischen Konsens mit bürgerlichen Parteien. Im württembergischen Landtag hingegen stimmte die sozialdemokratische Fraktion nur ein einziges Mal, im Jahr 1907, dem württembergischen Staatshaushalt zu. Dies war die Gegenleistung für den im August 1907 stattfindenden Internationalen Sozialistenkongress in Stuttgart, der erste seiner Art auf deutschem Boden. Im badischen Landtag kam es nach der Wahl 1905 zu einer bis zum Jahr 1918 einmaligen Zusammenarbeit der Nationalliberalen und der SPD im sogenannten Großblock, um den Einfluss des erstarkten badischen Zentrums zurückzudrängen. Bis zur Novemberrevolution konnte trotzdem kein SPD-Mitglied Beamter werden. Im Ersten Weltkrieg mussten auch viele Sozialdemokraten für Kaiser und Reich ihr Leben lassen. Freiwillig zu den Waffen meldete sich der prominente badische Sozialdemokrat Ludwig Frank, er fiel bereits in den ersten Kriegswochen.

### In der Weimarer Republik
In der Weimarer Republik spielte die SPD zunächst eine führende Rolle. Sowohl in Württemberg als auch in Baden wurde die SPD Regierungspartei und stellte mit Wilhelm Blos in Stuttgart und mit Anton Geiß in Karlsruhe auch jeweils den Ministerpräsidenten. In Württemberg endete die Regierungsbeteiligung der SPD mit dem Austritt von Wilhelm Keil aus dem Kabinett Hieber bereits im Juni 1923 und sie blieb trotz des großen Wahlerfolgs im Jahr 1928 in der Opposition. Seit 1924 war Kurt Schumacher als streitbarer Oppositionsredner für die SPD im württembergischen Landtag vertreten. In Baden konnte sich die SPD in den Jahren 1918 bis Ende 1932 ununterbrochen an der Regierung beteiligen und stellte mit Adam Remmele mehrmals den turnusmäßig wechselnden Ministerpräsidenten. Weitere führende badische Sozialdemokraten der Weimarer Republik waren der Reichskanzler Hermann Müller und der Reichstagsabgeordnete Ludwig Marum. In der NS-Zeit von 1933 bis 1945 wurden die SPD-Mitglieder verfolgt und viele bereits 1933 in Konzentrationslager verschleppt.

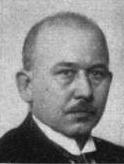
Adam Remmele war zweimal Staatspräsident der Republik Baden
Ludwig Marum war von 1919 bis 1928 Vorsitzender der SPD-Fraktion im Landtag der Republik Baden
Wilhelm Keil bestimmte in der ersten Hälfte des 20. Jahrhunderts maßgeblich die Politik der SPD in Württemberg
Erich Roßmann war Vorsitzender der SPD in Württemberg von 1924 bis 1933
Fritz Ulrich (um 1933)

### In Baden-Württemberg
Nach dem Zweiten Weltkrieg entstanden in den Ländern Baden, Württemberg-Baden und Württemberg-Hohenzollern zunächst drei unabhängige SPD-Parteibezirke. Alle drei Parteibezirke befürworteten vorbehaltlos die Gründung des Landes Baden-Württemberg, obwohl dies gerade die starke Position der SPD im von Industrie geprägten Land Württemberg-Baden schwächen musste, da im wenig industrialisierten und stark katholischen Süden des neuen Landes strukturbedingt weniger SPD-Wähler vorhanden waren. Der Landesverband der SPD wurde auf dem Parteitag vom 7. zum 8. Juni 1952 in Stuttgart gegründet. Zunächst firmierte die SPD Baden-Württemberg unter der Bezeichnung „Parteibezirk“ und erst ab 1962 als „Landesverband“. Die Partei war in den Jahren 1952 bis 1960 in einer Allparteienregierung und von 1966 bis 1972 und 1992 bis 1996 in einer Großen Koalition an der Regierung Baden-Württembergs beteiligt, stellte aber niemals den Ministerpräsidenten. Seit 12. Mai 2011 war die SPD Juniorpartner in einer Grün-roten Koalition. Die Schwerpunkte der Regierungspolitik galten der Innen- und Wirtschaftspolitik. Maßgeblichen Anteil hatte die SPD auch an der Verwaltungsreform von 1973. In der Schulpolitik wirkte die SPD bis zum Ende der 1960er Jahre darauf hin, noch bestehende konfessionsgebundene Schulen und Lehrerausbildung besonders in Südwürttemberg abzuschaffen. Aus dem SPD-Landesverband in Baden-Württemberg gingen auch immer wieder wichtige bundespolitische Persönlichkeiten hervor, wie etwa Carlo Schmid, Alex Möller, Horst Ehmke, Erhard Eppler, Volker Hauff, Rainer Offergeld, Herta Däubler-Gmelin und Walter Riester. Bei der Landtagswahl in Baden-Württemberg 2016 erhielt die SPD mit 12,7 % der Stimmen ihr historisch schlechtestes Ergebnis. Als Konsequenz musste sie in die Opposition wechseln.

## Struktur

### Organisation
Der Landesverband organisiert sich in Ortsvereinen, die zu 43 Kreisverbänden zusammengefasst sind. Die 43 Kreisverbände sind auf vier Regionen verteilt, deren Einzugsgebiet den vier Regierungsbezirke Karlsruhe, Freiburg, Stuttgart und Tübingen entspricht.

### Mitglieder
Die nachfolgende Tabelle gibt die Entwicklung der Anzahl der Mitglieder seit der Gründung des Landesverbandes im Jahr 1952 an. Die bisher höchste Zahl an Mitgliedern wurde im Jahr 1976 erreicht.
| Jahr | Mitglieder |
| 1952 | 37.661     |
| 1955 | 35.788     |
| 1968 | 47.192     |
| 1976 | 77.979     |
| 1980 | 71.457     |
| 1990 | 66.387     |
| 2002 | 49.243     |
| 2014 | 35.835     |
| 2018 | 36.451     |
| 2021 | 33.200     |

## Vorsitzende

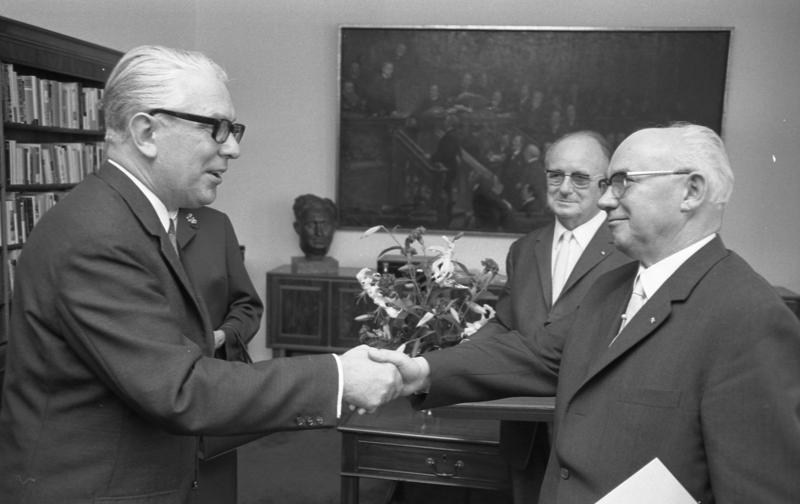
Verleihung des Bundesverdienstkreuzes an Erwin Schoettle (rechts), 1969

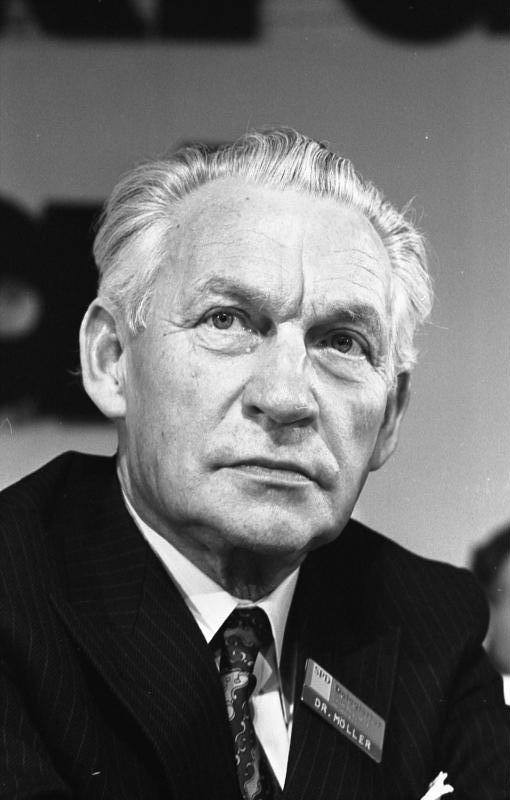
Alex Möller, 1973

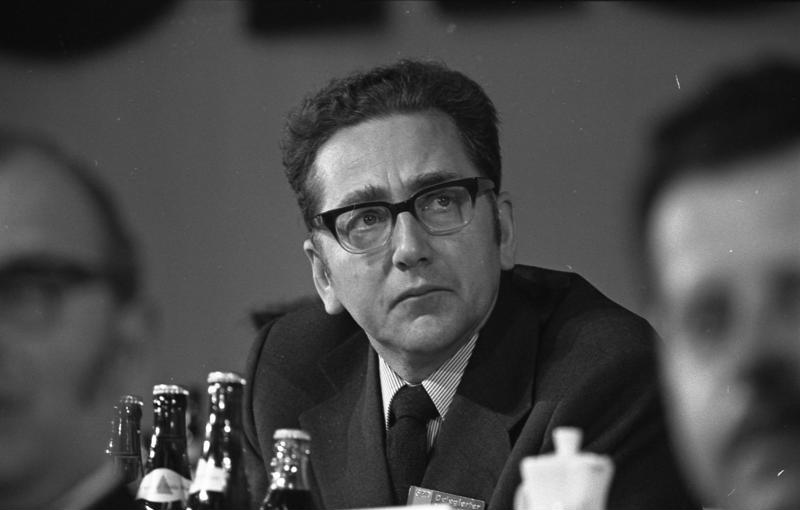
Erhard Eppler, 1973

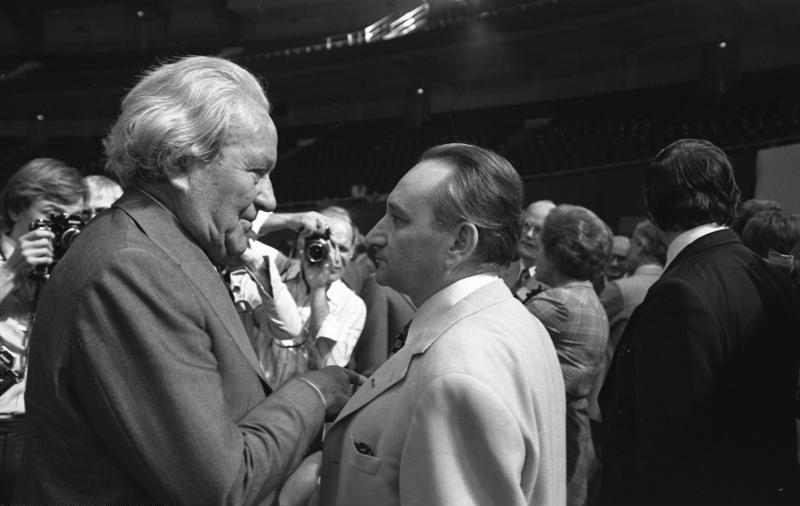
Carlo Schmid (links) im Gespräch mit Egon Bahr 1976

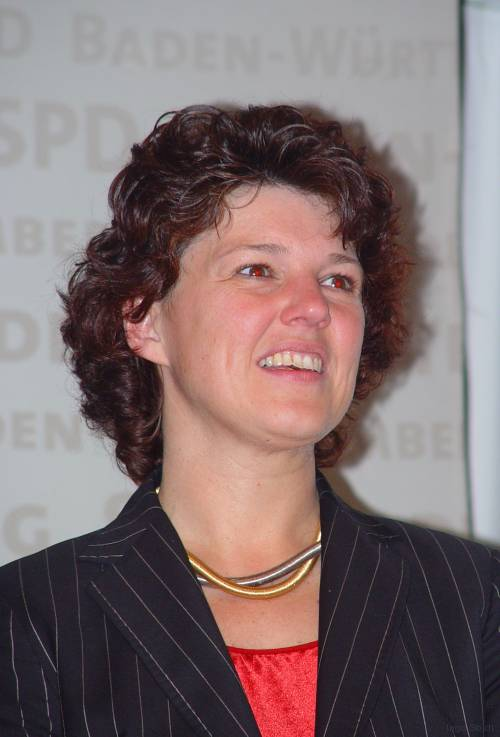
Ute Vogt

### 1890–1933

#### SPD Baden
| Jahre              | Vorsitzender                         |
| 1890–1894          | Adolf Geck                           |
| 1894–1895          | Jakob Friedrich Autenrieth           |
| 1895–1900          | Johann Friedrich Haug                |
| 1900–November 1901 | Wilhelm Opificius                    |
| 1901–1906          | Georg Pfeiffle                       |
| 1906–1908          | August Schaier und Friedrich Sigmund |
| 1908–1919          | Anton Geiß                           |
| 1920–1923          | Georg Strobel                        |
| 1923–1924          | Gustav Zimmermann                    |
| 1924–1933          | Georg Reinbold                       |

#### SPD Württemberg
| Jahre     | Vorsitzender                 |
| 1890–1891 | Rudolf Behr                  |
| 1891–1892 | Adam Dietrich                |
| 1892–1895 | Karl Sperka                  |
| 1895–1899 | Adam Dietrich                |
| 1899–1900 | Friedrich Fischer            |
| 1900–1903 | Otto Wasner                  |
| 1903–1904 | Rudolf Behr                  |
| 1904–1905 | Karl Sperka                  |
| 1905–1906 | Adam Dietrich                |
| 1906–1908 | Gottlieb Eduard Steinbrenner |
| 1908–1911 | Karl Sperka                  |
| 1911–1913 | Karl Hildenbrand             |
| 1913–1920 | Friedrich Fischer            |
| 1920–1924 | Otto Steinmayer              |
| 1924–1933 | Erich Roßmann                |

### 1946–1952

#### SPD Württemberg-Baden
| Jahre     | Vorsitzender                                |
| 1946–1947 | Fritz Ulrich und Gustavo Alfredo Zimmermann |
| 1947–1952 | Erwin Schoettle                             |

#### SPD Baden
| Jahre     | Vorsitzender   |
| 1946–1952 | Richard Jäckle |

#### SPD Württemberg-Hohenzollern
| Jahre     | Vorsitzender |
| 1946–1952 | Carlo Schmid |

### SPD Baden-Württemberg (ab 1952)
| Jahre             | Vorsitzender/Vorsitzende                                          |
| 1952–1962         | Erwin Schoettle                                                   |
| 1962–1966         | Alex Möller                                                       |
| 1966–1968         | Walter Krause                                                     |
| Mai–November 1968 | kommissarisch: Erwin Schoettle, Heinz Bühringer und Eugen Loderer |
| 1968–1973         | Heinz Bühringer                                                   |
| 1973–1981         | Erhard Eppler                                                     |
| 1981–1987         | Ulrich Lang                                                       |
| 1987–1999         | Ulrich Maurer                                                     |
| 1999–2009         | Ute Vogt                                                          |
| 2009–2016         | Nils Schmid                                                       |
| 2016–2018         | Leni Breymaier                                                    |
| seit 2018         | Andreas Stoch                                                     |

Für die Vorsitzenden der SPD-Landtagsfraktion siehe: Landtag von Baden-Württemberg

## Landtagswahlergebnisse
| Ergebnisse der Landtagswahlen | Ergebnisse der Landtagswahlen | Ergebnisse der Landtagswahlen | Ergebnisse der Landtagswahlen |
| Jahr                          | Spitzenkandidat/in            | Stimmen                       | Sitze                         |
| ----------------------------- | ----------------------------- | ----------------------------- | ----------------------------- |
| 1952                          | Hermann Veit                  | 28,0 %                        | 38                            |
| 1956                          | Hermann Veit                  | 28,9 %                        | 36                            |
| 1960                          | Hermann Veit                  | 35,3 %                        | 44                            |
| 1964                          | Walter Krause                 | 37,3 %                        | 47                            |
| 1968                          | Walter Krause                 | 29,0 %                        | 37                            |
| 1972                          | Heinz Bühringer               | 37,6 %                        | 45                            |
| 1976                          | Erhard Eppler                 | 33,3 %                        | 41                            |
| 1980                          | Erhard Eppler                 | 32,5 %                        | 40                            |
| 1984                          | Ulrich Lang                   | 32,4 %                        | 41                            |
| 1988                          | Dieter Spöri                  | 32,0 %                        | 42                            |
| 1992                          | Dieter Spöri                  | 29,4 %                        | 46                            |
| 1996                          | Dieter Spöri                  | 25,1 %                        | 39                            |
| 2001                          | Ute Vogt                      | 33,3 %                        | 45                            |
| 2006                          | Ute Vogt                      | 25,2 %                        | 38                            |
| 2011                          | Nils Schmid                   | 23,1 %                        | 35                            |
| 2016                          | Nils Schmid                   | 12,7 %                        | 19                            |
| 2021                          | Andreas Stoch                 | 11,0 %                        | 19                            |